# Potiskavec
Potiskavec je naselje v Občini Dobrepolje.